# Liste der Baudenkmäler in Maroldsweisach
Auf dieser Seite sind die Baudenkmäler in dem unterfränkischen Markt Maroldsweisach zusammengestellt. Diese Tabelle ist eine Teilliste der Liste der Baudenkmäler in Bayern. Grundlage ist die Bayerische Denkmalliste, die auf Basis des Bayerischen Denkmalschutzgesetzes vom 1. Oktober 1973 erstmals erstellt wurde und seither durch das Bayerische Landesamt für Denkmalpflege geführt wird. Die folgenden Angaben ersetzen nicht die rechtsverbindliche Auskunft der Denkmalschutzbehörde.
 Diese Liste gibt den Fortschreibungsstand vom 30. August 2022 wieder und enthält 59 Baudenkmäler.

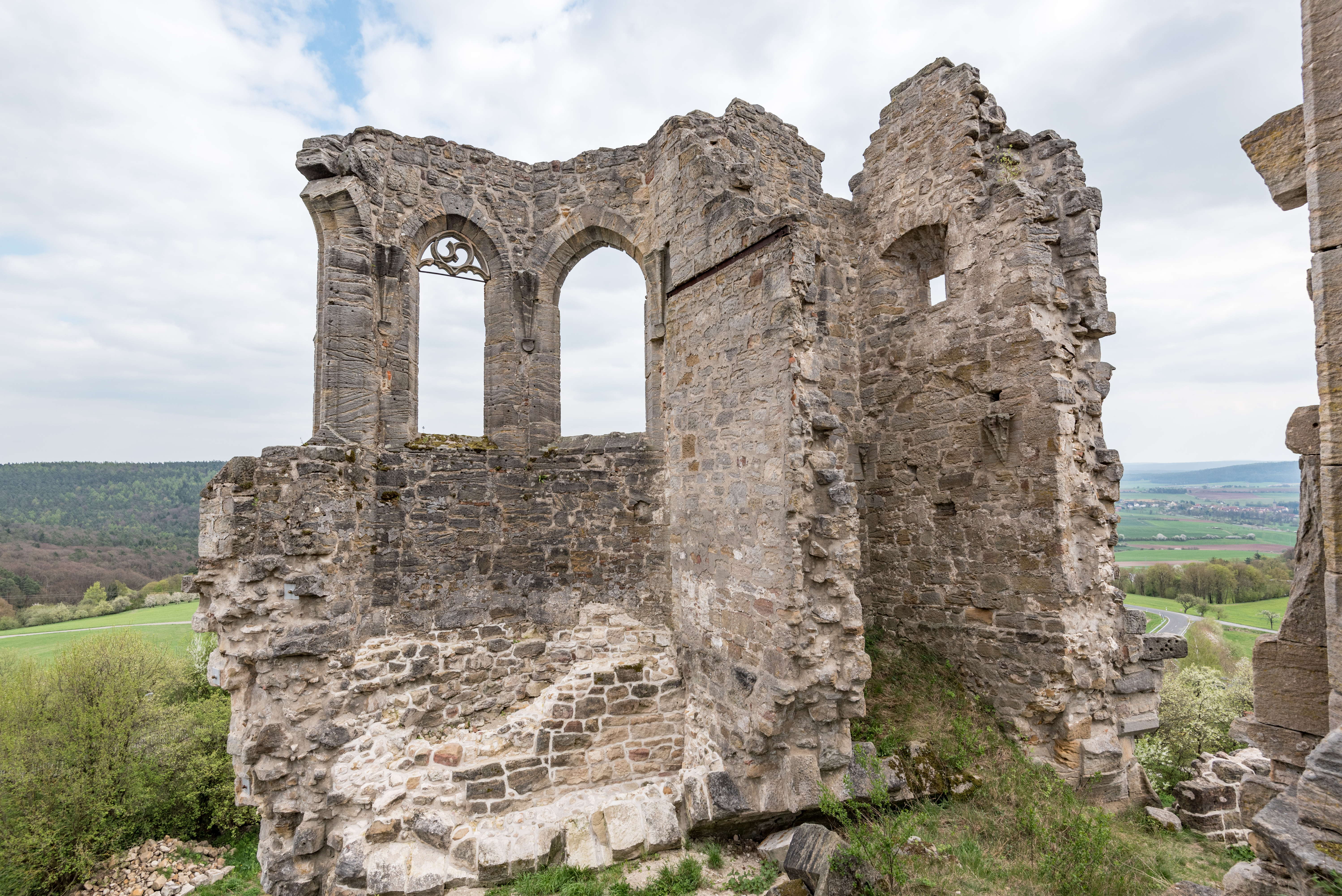
Burgruine Altenstein

## Baudenkmäler nach Gemeindeteilen

### Maroldsweisach
| Lage                         | Objekt                                     | Beschreibung | Akten-Nr.              | Bild           |
| ---------------------------- | ------------------------------------------ | --- | ---------------------- | -------------- |
| Bundesstraße 279 (Standort)  | Kilometerstein (km 45)                     | Ende 19. Jahrhundert | D-6-74-171-58          | weitere Bilder |
| Herrenstraße 20 (Standort)   | Evangelisch-lutherische Pfarrkirche        | Rechteckiger Saalbau mit Mansardwalmdach und Werksteingliederungen, 1723–27, Ostturm mit Zwiebelhaube, 16.–17. Jahrhundert; mit Ausstattung          | D-6-74-171-4           | weitere Bilder |
| Kellerstraße 9 (Standort)    | Gewölbekeller, ehemals zum Schloss gehörig | Um 1600, überbaut mit neuem Wohngebäude | D-6-74-171-6           | weitere Bilder |
| Nähe Herrenstraße (Standort) | Kriegerdenkmal für 1870/71                 | Postament mit Giebeln und Inschrifttafeln, darauf geböschter Pfeiler mit Löwe, Sandstein, 1895, und Pfeilerkolonnade für 1914–18, Sandstein, um 1925 | D-6-74-171-57          | weitere Bilder |
| Schloßplatz 5 (Standort)     | Schloss Maroldsweisach                     | Zweigeschossiger traufständiger Mansardwalmdachbau, mit Risaliten und Werksteingliederungen, 1770                                                    | D-6-74-171-5           | weitere Bilder |
| Schloßplatz 5 (Standort)     | Schlosskapelle                             | | D-6-74-171-5 zugehörig | BW             |

### Allertshausen
| Lage                       | Objekt     | Beschreibung                                                                                        | Akten-Nr.    | Bild           |
| -------------------------- | ---------- | --------------------------------------------------------------------------------------------------- | ------------ | -------------- |
| Lindenstraße 14 (Standort) | Bauernhaus | Eingeschossiges und giebelständiges Fachwerkhaus mit Halbwalmdach und Längslaube, bezeichnet „1797“ | D-6-74-171-7 | weitere Bilder |

### Altenstein
| Lage                                                                                  | Objekt                                          | Beschreibung | Akten-Nr.                        | Bild           |
| ------------------------------------------------------------------------------------- | ----------------------------------------------- | --- | -------------------------------- | -------------- |
| Nähe Wilhelm-von-Stein-Straße (Standort)                                              | Burgruine                                       | Mit Baufragmenten aus dem 13. Jahrhundert | D-6-74-171-11 Wikidata           | weitere Bilder |
| Nähe Wilhelm-von-Stein-Straße (Standort)                                              | Kapellenruine                                   | Spätgotisch, 15. Jahrhundert | D-6-74-171-11 zugehörig Wikidata | weitere Bilder |
| Nähe Bergweg; Nähe Wilhelm-von-Stein-Straße; Ecke Wilhelm-von-Stein-Straße (Standort) | Terrasse                                        | Mit barocker Mauer und Treppenzugang, aus Sandsteinquadern, 18. Jahrhundert; ehemaliger Kirchenstandort, heute Kriegergedenkplatz                                                                   | D-6-74-171-10                    | weitere Bilder |
| Pfaffendorfer Gasse 9 (Standort)                                                      | Mikwe                                           | Sandsteinquader, 19. Jahrhundert | D-6-74-171-45                    | BW             |
| Wilhelm-von-Stein-Straße 10 (Standort)                                                | Ehemaliges Schulhaus                            | Eingeschossiger traufständiger Satteldachbau auf Sandsteinsockel mit Podesttreppe, um 1870 | D-6-74-171-55                    | weitere Bilder |
| Wilhelm-von-Stein-Straße 12 (Standort)                                                | Nördliche Grabenmauer der Burgruine             | Teilweise auf aufsitzenden Sandsteinquadern, 13. und 15. Jahrhundert | D-6-74-171-56                    | weitere Bilder |
| Wilhelm-von-Stein-Straße 14 (Standort)                                                | Evangelisch-lutherische Pfarrkirche             | Zweischiffige Hallenkirche mit eingezogener Apsis, Satteldach und offener Vorhalle, Sandsteinquader, neuromanisch, bezeichnet 1909, von Hans Kieser (Nürnberg); mit Ausstattung                     | D-6-74-171-8                     | weitere Bilder |
| Wilhelm-von-Stein-Straße 15 (Standort)                                                | Evangelischer Pfarrhof                          | Zweigeschossiger Mansardwalmdachbau aus Sandsteinquadern, um 1800 | D-6-74-171-9                     | weitere Bilder |
| Wilhelm-von-Stein-Straße 21 (Standort)                                                | Wohnhaus                                        | Eingeschossiger traufständiger Fachwerkbau mit Halbwalmdach, bezeichnet „1812“ | D-6-74-171-3                     | weitere Bilder |
| Wilhelm-von-Stein-Straße 32 (Standort)                                                | Grabdenkmal mit Bronzebüste von Richard Scheibe | Porträt seines Schülers Richard Martin Werner, gegossen bei Noack (Berlin), aufgestellt um 1950, erste Ausführung in Sandstein für das Kriegerdenkmal in der Oranierkirche Wiesbaden-Biebrich, 1931 | D-6-74-171-62                    | weitere Bilder |

### Birkenfeld
| Lage                                   | Objekt                                                    | Beschreibung | Akten-Nr.               | Bild                                                      |
| -------------------------------------- | --------------------------------------------------------- | --- | ----------------------- | --------------------------------------------------------- |
| Birkenfeld 4 (Standort)                | Wohnhaus, ehemalige Mühle                                 | Zweigeschossiger Satteldachbau mit Fachwerkobergeschoss, bezeichnet „1878“ | D-6-74-171-14           | weitere Bilder                                            |
| Birkenfeld 5; In Birkenfeld (Standort) | Schloss Birkenfeld, Schlossgebäude                        | Dreigeschossiger Corps de Logis mit Walmdach, übergiebeltem Mittelrisalit und Werksteingliederungen in Sandstein, Rokoko, 1738–53 von Johann David Steingruber | D-6-74-171-13 Wikidata  | weitere Bilder                                            |
| Birkenfeld 5; In Birkenfeld (Standort) | Schloss Birkenfeld, Hoftrakte beiderseits des Schlosshofs | Eingeschossig mit zweigeschossigen Eckpavillons mit Pyramidendach, stichbogige Toreinfahrten und Werksteingliederungen, um 1740 von Steingruber | D-6-74-171-13 zugehörig | Schloss Birkenfeld, Hoftrakte beiderseits des Schlosshofs |
| Birkenfeld 5; In Birkenfeld (Standort) | Schloss Birkenfeld                                        | Schlosstor, Torpfeiler mit Pilastergliederung und wappenhaltenden Löwen, Sandstein, um 1740 | D-6-74-171-13 zugehörig | Schloss Birkenfeld                                        |
| Birkenfeld 5; In Birkenfeld (Standort) | Schloss Birkenfeld, Nutzgartenanlage                      | In der Umfriedung zum Schlosshof Gartentor mit zwei Sandsteinpfeilern und Schmiedeeisengitter, um 1740 | D-6-74-171-13 zugehörig | Schloss Birkenfeld, Nutzgartenanlage                      |
| Birkenfeld 5; In Birkenfeld (Standort) | Schloss Birkenfeld, an den Ecken eingeschossige Pavillons | Der eine mit Walmdach, um 1740, Umbau um 1860/70, der andere mit Mansardwalmdach, um 1740 | D-6-74-171-13 zugehörig | Schloss Birkenfeld, an den Ecken eingeschossige Pavillons |
| Birkenfeld 5; In Birkenfeld (Standort) | Schloss Birkenfeld Ökonomiehof                            | Vierflügelanlage, im Nordwesten massives eingeschossiges Stallgebäude mit Walmdach, Südwestflügel mit Tor, Remisen und Gesinderäumen, Eckpavillons mit Mansardwalmdächern, südöstlich Scheunen- und Stallgebäude, ein- und zweigeschossig, mit einseitigem Walmdach, an der Nordostseite zweigeschossiges massives Stallgebäude mit Satteldach, 18. Jahrhundert | D-6-74-171-13 zugehörig | Schloss Birkenfeld Ökonomiehof                            |
| In Birkenfeld; Birkenfeld 5 (Standort) | Schlosspark                                               | Landschaftsgarten des späten 18. und frühen 19. Jahrhunderts, mit Einfriedung | D-6-74-171-13 zugehörig | Schlosspark                                               |
| Birkenfeld 9 (Standort)                | Wohnhaus, ehemalige alte Schule                           | Eingeschossiger und giebelständiger Fachwerkbau über hohem Kellersockel, mit Mansardhalbwalmdach, um 1800 | D-6-74-171-15           | weitere Bilder                                            |
| Birkenfeld 49 (Standort)               | Evangelisch-lutherische Pfarrkirche                       | Saalbau mit Satteldach und Turm mit Pyramidendach, 1887; mit Ausstattung; Kirchhofmauer, Sandsteinquader, wohl 18. Jahrhundert | D-6-74-171-12           | Evangelisch-lutherische Pfarrkirche                       |
| Birkenfeld 49 (Standort)               | Grafengang                                                | gepflasterter Treppenweg zwischen Schloss und Kirche, 18. Jahrhundert | D-6-74-171-12 zugehörig | Grafengang                                                |
| Birkenfeld 49 (Standort)               | Huttensches Mausoleum                                     | Eingeschossiger quadratischer Massivbau mit Werksteingliederungen, Stuckierung und Zeltdach, 1786 | D-6-74-171-12 zugehörig | Huttensches Mausoleum                                     |
| Birkenfeld 50 (Standort)               | Wohnhaus, ehemaliges Jägerhaus                            | Eingeschossiges und giebelständiges Fachwerkhaus über hohem Kellersockel mit Halbwalmdach, um 1800; nach Südwesten jüngerer Anbau, Fachwerk mit Pultdach | D-6-74-171-16           | weitere Bilder                                            |

### Breitenbach
| Lage                                                                                        | Objekt                                | Beschreibung                                                       | Akten-Nr.     | Bild                                  |
| ------------------------------------------------------------------------------------------- | ------------------------------------- | ------------------------------------------------------------------ | ------------- | ------------------------------------- |
| Sandberg; Waldabteilung Zigeunerstock, gegenüber der Abzweigung B 303/Altenstein (Standort) | Bildstock, sogenanntes Zigeunermartel | Gefasster Schaft mit spitzem Gehäuse, Sandstein, bezeichnet „1609“ | D-6-74-171-33 | Bildstock, sogenanntes Zigeunermartel |

### Dippach
| Lage                  | Objekt          | Beschreibung | Akten-Nr.     | Bild           |
| --------------------- | --------------- | --- | ------------- | -------------- |
| Dippach 14 (Standort) | Burgruine       | Umfassungsmauern einer rechteckigen Anlage, auf der Südseite Reste des Torturms, Bruchsteinmauern aus Sandstein, spätmittelalterlich, 1525 zerstört | D-6-74-171-17 | weitere Bilder |
| Dippach 14 (Standort) | Gemeindekanzlei | Zweigeschossiger Sandsteinquaderbau mit Satteldach und Dachreiter, historistisch, 1861/64; an die Burgruine gebaut                                  | D-6-74-171-18 | weitere Bilder |

### Ditterswind
| Lage                                                                                | Objekt                                                                                   | Beschreibung | Akten-Nr.               | Bild                                                                                     |
| ----------------------------------------------------------------------------------- | ---------------------------------------------------------------------------------------- | --- | ----------------------- | ---------------------------------------------------------------------------------------- |
| Burgstraße 1; Gartenstraße 2; Burgstraße 1; Gartenstraße; Gartenstraße 2 (Standort) | Schlossanlage, Corps-de-logis                                                            | Zweigeschossiger langgestreckter Bau mit Satteldach, Ziergiebeln, Ecktürmen mit Zinnen, Treppenturm mit Zwiebeldach, Altane, Sandsteingliederungen, 1711–43 von den Herrn vom Stein zu Altenstein über älterem Kern des 16./17. Jahrhunderts erbaut, Umgestaltung im Stil der Neurenaissance, um 1880 | D-6-74-171-21           | weitere Bilder                                                                           |
| Burgstraße 1; Gartenstraße 2; Burgstraße 1; Gartenstraße; Gartenstraße 2 (Standort) | Schlossanlage, Nebengebäude                                                              | Im Winkel um den Ökonomiehof gruppiert, traufständige Scheunen bzw. Ställe mit Satteldach an der Straße, massive Doppelscheune mit Treppengiebel aus Sandstein und Satteldach auf der Südostseite, im Kern wohl 18. Jahrhundert und um 1880 (zum Wohnheim umgebaut)                                   | D-6-74-171-21 zugehörig | weitere Bilder                                                                           |
| Burgstraße 1; Gartenstraße 2; Burgstraße 1; Gartenstraße; Gartenstraße 2 (Standort) | Schlossanlage, ehemaliges Gartenhaus bzw. Gärtnerei                                      | Mittelbau und eingeschossige Flügel, mit Satteldächern und Werksteingliederungen, Neuklassizismus, um 1880 | D-6-74-171-21 zugehörig | BW                                                                                       |
| Burgstraße 1; Gartenstraße 2; Burgstraße 1; Gartenstraße; Gartenstraße 2 (Standort) | Schlossanlage, Schlosspark                                                               | Parkeinfriedung, Tor mit rustizierten Pfeilern mit Vasenaufsätzen, Sandstein, Gitter und Zaun Schmiedeeisen, klassizistisch, 19. Jahrhundert | D-6-74-171-21 zugehörig | weitere Bilder                                                                           |
| Burgstraße 16 (Standort)                                                            | Ehemaliges Gasthaus zum Löwen, jetzt Wohnhaus                                            | Zweigeschossiger Fachwerkbau mit Walmdach, geohrtes Portal bezeichnet „1752“ | D-6-74-171-20           | weitere Bilder                                                                           |
| Dorfplatz 3 (Standort)                                                              | Ehemalige Schule                                                                         | Eingeschossiger und traufständiger Sandsteinquaderbau mit Satteldach und Dachreiter mit Spitzhelm, neugotisch, bezeichnet „1877“ | D-6-74-171-47           | Ehemalige Schule                                                                         |
| Gartenstraße 1 (Standort)                                                           | Evangelisch-lutherische Pfarrkirche St. Nikolaus                                         | Saalkirche mit Satteldach und Chorturm mit Pyramidendach, 1898 umgebaut unter Verwendung älterer Teile; mit Ausstattung | D-6-74-171-19           | Evangelisch-lutherische Pfarrkirche St. Nikolaus                                         |
| Gartenstraße 16 (Standort)                                                          | Wohnhaus, ehemalige Kleinkinderschule und Suppenanstalt (von Deuster’sche Schulstiftung) | Eingeschossiger Halbwalmdachbau mit Fachwerkkniestock, Halbwalm-Zwerchhaus und Dachreiter, teilweise verschiefert, Schweizerhausstil, 1907 | D-6-74-171-48           | Wohnhaus, ehemalige Kleinkinderschule und Suppenanstalt (von Deuster’sche Schulstiftung) |

### Dürrenried
| Lage                                    | Objekt                                                                                  | Beschreibung | Akten-Nr.               | Bild           |
| --------------------------------------- | --------------------------------------------------------------------------------------- | --- | ----------------------- | -------------- |
| Am Lechenrother Weg (Standort)          | Kreuz                                                                                   | Gusseiserner Kruzifix auf spätklassizistischem Inschriftsockel, Sandstein, bezeichnet „1851“                                                       | D-6-74-171-27           | weitere Bilder |
| Dürrenried 8 (Standort)                 | Bauernhaus                                                                              | Langgestrecktes zweigeschossiges und traufständiges Satteldachhaus mit Fachwerkobergeschoss, historisierend, 1870                                  | D-6-74-171-24           | Bauernhaus     |
| Dürrenried 10; In Dürrenried (Standort) | Katholische Filialkirche St. Oswald                                                     | Mit Chorturm des 13. Jahrhunderts und Langhaus mit Halbwalmdach und Werksteingliederungen, bezeichnet „1618“, Umbau kurz vor 1770; mit Ausstattung | D-6-74-171-22           | weitere Bilder |
| Dürrenried 10; In Dürrenried (Standort) | Reste der mittelalterlichen Kirchenburg                                                 | Mauer aus Sandsteinquadern, zweite Hälfte 18. Jahrhundert, ringförmig um die Kirche                                                                | D-6-74-171-22 zugehörig | weitere Bilder |
| Dürrenried 20; In Dürrenried (Standort) | Ehemaliges Schloss                                                                      | Zweigeschossiger Walmdachbau, 18. Jahrhundert | D-6-74-171-26           | weitere Bilder |
| Dürrenried 20; In Dürrenried (Standort) | Scheune                                                                                 | Zugehörig, traufständiger Massivbau mit Sandsteinquaderwerk, und Halbwalmdach, bezeichnet „1598“, „1796“ und „1809“                                | D-6-74-171-26 zugehörig | weitere Bilder |
| In Dürrenried (Standort)                | Einbogige Steinbogenbrücke über den Graben der ehemaligen mittelalterlichen Kirchenburg | Zweite Hälfte 18. Jahrhundert | D-6-74-171-23           | weitere Bilder |
| In Dürrenried; an der Brücke (Standort) | Standbild des heiligen Johannes Nepomuk                                                 | Auf balusterförmigem Sockel, Sandstein, Rokoko, bezeichnet „1778“                                                                                  | D-6-74-171-23 zugehörig | weitere Bilder |

### Eckartshausen
| Lage                        | Objekt                         | Beschreibung | Akten-Nr.     | Bild           |
| --------------------------- | ------------------------------ | --- | ------------- | -------------- |
| Eckartshausen 18 (Standort) | Bauernhaus                     | Giebelständiger und eingeschossiger Halbwalmdachbau mit geohrten Fensterrahmungen und Fachwerkgiebel, wohl um 1800                     | D-6-74-171-29 | Bauernhaus     |
| Eckartshausen 37 (Standort) | Evangelisch-lutherische Kirche | Saalkirche, im Kern spätmittelalterlicher Chorturm mit Spitzhelm, Langhaus mit Satteldach, vor 1764 (Weihe) verändert; mit Ausstattung | D-6-74-171-28 | weitere Bilder |

### Geroldswind
| Lage                      | Objekt                                           | Beschreibung | Akten-Nr.     | Bild           |
| ------------------------- | ------------------------------------------------ | --- | ------------- | -------------- |
| Geroldswind 13 (Standort) | Friedhofsmauer                                   | Rest einer Sandsteinquadermauer auf der Nordseite der Kirche, wohl 18. Jahrhundert                                                                                                  | D-6-74-171-31 | BW             |
| Geroldswind 13 (Standort) | Katholische Filialkirche St. Johannes der Täufer | Saalkirche mit Walmdach und verschiefertem Dachreiter mit Glockendach, eingezogener Rechteckchor, wohl ehemals Chorturm, mittelalterlich, Langhaus 18. Jahrhundert; mit Ausstattung | D-6-74-171-30 | weitere Bilder |
| Schäderäcker (Standort)   | Wegkapelle                                       | Sandsteinquaderbau mit Satteldach, spätes 19. Jahrhundert; am Ortsrand Richtung Gückelhirn                                                                                          | D-6-74-171-32 | weitere Bilder |

### Gückelhirn
| Lage                                                                    | Objekt                             | Beschreibung | Akten-Nr.     | Bild           |
| ----------------------------------------------------------------------- | ---------------------------------- | --- | ------------- | -------------- |
| Ulrici-Acker; an der Gemarkungsgrenze Richtung Todtenweisach (Standort) | Bildstock, sogenanntes Pestmarterl | Mit Reliefdarstellungen Kreuzigungsgruppe und Seelenwäger, Sandstein, bezeichnet „1692“, Schaft und Säule erneuert | D-6-74-171-49 | weitere Bilder |

### Hafenpreppach
| Lage                                         | Objekt                              | Beschreibung | Akten-Nr.               | Bild           |
| -------------------------------------------- | ----------------------------------- | --- | ----------------------- | -------------- |
| Am Brunngrund 1; Nähe Schloßgasse (Standort) | Schloss Hafenpreppach               | Zweiflügeliger und zweigeschossiger Walmdachbau mit Werksteingliederungen, 16.–17. Jahrhundert, Umbaus des im Kern älteren Ostflügels und Anbau des Westflügels von Joseph Greissing um 1718/19, Anbauten (Altan) 1905/07 | D-6-74-171-35           | weitere Bilder |
| Am Brunngrund 1; Nähe Schloßgasse (Standort) | Schlosspark                         | Landschaftsgarten des 19. Jahrhunderts | D-6-74-171-35 zugehörig | BW             |
| Am Brunngrund 1; Nähe Schloßgasse (Standort) | Gartenpavillon                      | Mit Mansardwalmdach, barockisierender Historismus, 1904/05 | D-6-74-171-35 zugehörig | BW             |
| Am Brunngrund 1; Nähe Schloßgasse (Standort) | Ziehbrunnen                         | Mit vierpassförmigem Becken und Kuppel auf vier Balustersäulen, Sandstein, bezeichnet 1628, Renovierung bez. 1907 | D-6-74-171-35 zugehörig | BW             |
| Am Brunngrund 1; Nähe Schloßgasse (Standort) | Nebengebäude                        | Remise und Orangerie, mit Walmdach und gerundeten Kanten, bez. 1909 | D-6-74-171-35 zugehörig | weitere Bilder |
| Am Brunngrund 1; Nähe Schloßgasse (Standort) | Ökonomiebau                         | Langgestreckter eingeschossiger massiver Walmdachbau, 1717 | D-6-74-171-35 zugehörig | weitere Bilder |
| Am Brunngrund 1; Nähe Schloßgasse (Standort) | Ökonomiebau                         | Sandsteinquaderbau mit Mansardwalmdach, 1909 und 1921 | D-6-74-171-35 zugehörig | weitere Bilder |
| Coburger Straße 26 (Standort)                | Pfarrhaus                           | Zweigeschossiger und giebelständiger Halbwalmdachbau mit Fachwerkobergeschoss und zweiarmiger Freitreppe über Kellersockel, 18./19. Jahrhundert, Sitznischenportal, Renaissance, bezeichnet „1617“                        | D-6-74-171-34           | weitere Bilder |
| Kirchgasse 6 (Standort)                      | Evangelisch-lutherische Pfarrkirche | Saalkirche mit Mansardwalmdach, geohrten Fensterrahmen, Putzquaderungen und Werksteingliederungen, Fassadenturm mit Zwiebelhaube, Sandstein, 1721–22, von Maurermeister Hans Salb; mit Ausstattung                        | D-6-74-171-36           | weitere Bilder |
| Schreinersgasse 1 (Standort)                 | Wohnhaus                            | Eingeschossiger und traufständiger Sandsteinquaderbau mit Halbwalmdach und Freitreppe, 18. und 19. Jahrhundert | D-6-74-171-51           | weitere Bilder |
| Schreinersgasse 2 (Standort)                 | Wohnstallhaus                       | Zweigeschossiges Fachwerkdoppelhaus über Stallsockel mit Trauflaube und Freitreppe, bezeichnet „1708“ | D-6-74-171-50           | weitere Bilder |

### Marbach
| Lage                       | Objekt                                                            | Beschreibung | Akten-Nr.     | Bild                                                              |
| -------------------------- | ----------------------------------------------------------------- | --- | ------------- | ----------------------------------------------------------------- |
| Am Leisenturm 1 (Standort) | Amtsrichterhaus                                                   | Ehem. Patrimonialgericht, Amts- und Wohnhaus sowie Gefängnis, eingeschossiger, streng symmetrisch gegliederter Massivbau mit hohem Mansardhalbwalmdach, bez. 1832 | D-6-74-171-66 | Amtsrichterhaus                                                   |
| Am Leisenturm 1 (Standort) | Amtsrichterhaus                                                   | Rückwärtiger Anbau, Fachwerk, 1832 | D-6-74-171-66 | BW                                                                |
| In Marbach (Standort)      | Schießhütte, ursprünglich Gartenpavillon der Stein vom Altenstein | Achteckiger Bau mit Mansardwalmdach und Werksteingliederungen, Sandstein, spätbarock, bezeichnet „1728“; bei Haus Nummer 20a                                      | D-6-74-171-37 | Schießhütte, ursprünglich Gartenpavillon der Stein vom Altenstein |

### Pfaffendorf
| Lage                                      | Objekt                                                | Beschreibung | Akten-Nr.               | Bild                |
| ----------------------------------------- | ----------------------------------------------------- | --- | ----------------------- | ------------------- |
| Altensteiner Straße 2 (Standort)          | Katholische Kapelle                                   | Saalbau mit Walmdach, Vorplatz auf Säulen und Dachreiter, neubarock, 1918/19, nach Plänen von Fritz Fuchsenberger; mit Ausstattung                                               | D-6-74-171-39           | Katholische Kapelle |
| Am Schloß 1 (Standort)                    | Bildstock                                             | Säule auf diamantiertem Sockel, Aufsatz mit Kreuzigung, Sandstein, bezeichnet 1702                                                                                               | D-6-74-171-52           | weitere Bilder      |
| Don-Bosco-Allee 2; Am Schloß 1 (Standort) | Schloss Pfaffendorf                                   | Zweigeschossige Dreiflügelanlage mit Walmdach und Werksteingliederungen, 1760–63 fertiggestellt; ab 1703 Herrschaftssitz der Stein von Altenstein, seit 1954 Dominicus Savo Heim | D-6-74-171-38           | weitere Bilder      |
| Don-Bosco-Allee 2; Am Schloß 1 (Standort) | Vorplatz                                              | Mit Balustraden und rustizierten Torpfeilern mit Aufsätzen, um 1750 | D-6-74-171-38 zugehörig | weitere Bilder      |
| Don-Bosco-Allee 2; Am Schloß 1 (Standort) | Lindenallee                                           | Lindenallee des ehemaligen Schlossgartens | D-6-74-171-38 zugehörig | weitere Bilder      |
| In Pfaffendorf (Standort)                 | Grabmal Christoph Franz von Stein zu Altenstein       | Klassizistisch, Sandstein, Quadersockel mit Kreuz, um 1830 | D-6-74-171-53           | weitere Bilder      |
| In Pfaffendorf (Standort)                 | Grabmal Caroline von Stein zu Altenstein              | Klassizistisch, Sandstein, Tumba auf Sockel mit Trauernder, 1797 | D-6-74-171-53 zugehörig | weitere Bilder      |
| In Pfaffendorf (Standort)                 | Grabmal Christian Adam Ludwig von Stein zu Altenstein | Klassizistisch, Sandstein, Obelisk auf Sockel, mit Aufsatz, um 1800 | D-6-74-171-53 zugehörig | weitere Bilder      |
| In Pfaffendorf (Standort)                 | Grabmal Emma Bäumler von Stein zu Altenstein          | Klassizistisch, Sandstein, Quadersockel mit Kreuz, 1835 | D-6-74-171-53 zugehörig | weitere Bilder      |

### Todtenweisach
| Lage                        | Objekt                         | Beschreibung                                                                                          | Akten-Nr.     | Bild           |
| --------------------------- | ------------------------------ | --- | ------------- | -------------- |
| Bundesstraße 279 (Standort) | Kilometerstein                 | 40 km                                                                                                 | D-6-74-171-60 | weitere Bilder |
| Todtenweisach 2 (Standort)  | Wohnstallhaus                  | Zweigeschossiger Satteldachbau, Erdgeschoss Sandstein, bez. 1877, Obergeschoss Sichtfachwerk, um 1910 | D-6-74-171-71 | weitere Bilder |
| Todtenweisach 2 (Standort)  | Schweinestall und Scheune      | Zweigeschossige Satteldachbauten, Erdgeschosse massiv, Obergeschosse Fachwerk                         | D-6-74-171-71 | weitere Bilder |
| Todtenweisach 2 (Standort)  | Einfriedungspfosten            | Pfosten der straßenseitigen Einfriedung, bez. 1910                                                    | D-6-74-171-71 | weitere Bilder |
| Todtenweisach 5 (Standort)  | Wohnhaus, ehemaliges Forsthaus | Eingeschossiger Fachwerkbau mit Mansardhalbwalmdach, um 1800                                          | D-6-74-171-40 | weitere Bilder |

### Wasmuthhausen
| Lage                                                               | Objekt                                                             | Beschreibung | Akten-Nr.               | Bild                                                               |
| ------------------------------------------------------------------ | ------------------------------------------------------------------ | --- | ----------------------- | ------------------------------------------------------------------ |
| Dürrenrieder Straße; Hafenpreppacher Straße; Schloßberg (Standort) | Wegkreuz                                                           | Kruzifix im Dreinageltypus auf Sockel, Sandstein, barock, bezeichnet „1704“                                                                                                | D-6-74-171-44           | Wegkreuz                                                           |
| Hafenpreppacher Straße 2 (Standort)                                | Grabmal für einen königl.-bayerischen Hauptmann und dessen Tochter | Sandsteinädikula mit seitlichen Flanken und Inschrifttafeln, mittlere Rundbogenöffnung mit Standfigur eines betenden Engels (Marmor? Kunststein?), historistisch, um 1900. | D-6-74-171-63           | Grabmal für einen königl.-bayerischen Hauptmann und dessen Tochter |
| In Wasmuthhausen (Standort)                                        | Eisenkreuz                                                         | Mit gegossenem Korpus, auf Sandsteinsockel mit Inschrift, historistisch, um 1905; zur Erinnerung an eine 1905 abgebrochene Kapelle                                         | D-6-74-171-43           | Eisenkreuz                                                         |
| Schloßberg 2 (Standort)                                            | Katholische Pfarrkirche Herz-Jesu                                  | Saalkirche aus Sandsteinquadern mit eingezogener Apsis, Lisenengliederung und teilweise verschiefertem Dachreiter, neugotisch, 1902/03; mit Ausstattung                    | D-6-74-171-41           | weitere Bilder                                                     |
| Schloßberg 18 (Standort)                                           | Ehemaliges Schloss                                                 | Zweigeschossiger Walmdachbau, frühklassizistisch, frühes 19. Jahrhundert; südwestlich des Dorfes                                                                           | D-6-74-171-42           | weitere Bilder                                                     |
| Schloßberg 18 (Standort)                                           | Ehemaliges Schloss, Nebengebäude                                   | Eingeschossiger, zur Schlosseinfahrt giebelständiger Satteldachbau mit Treppengiebeln, historisch, um 1860/70; auf der Ostseite des Schlosshofes                           | D-6-74-171-42 zugehörig | Ehemaliges Schloss, Nebengebäude                                   |

### Winhausen
| Lage                                                                              | Objekt                   | Beschreibung | Akten-Nr.               | Bild           |
| --------------------------------------------------------------------------------- | ------------------------ | --- | ----------------------- | -------------- |
| Buchelberger Stück; Geigenloch; Hofstück; Wachtelrangen; Birkenfeld 55 (Standort) | Wirtschaftsgut Winhausen | Dreiflügelige Anlage: Verwalterhaus, eingeschossiges Wohnhaus mit Fachwerkgiebel und Halbwalmdach, bezeichnet „1787“ | D-6-74-171-54           | weitere Bilder |
| Buchelberger Stück; Geigenloch; Hofstück; Wachtelrangen; Birkenfeld 55 (Standort) | Wirtschaftsgut Winhausen | Dreiflügelige Anlage: westlich Wirtschaftsgebäude, langgestreckte Scheune, Sandsteinquader mit Halbwalmdach, bezeichnet „1817“ und „1826“, Wappenkartusche, bezeichnet „1697“                                                      | D-6-74-171-54 zugehörig | weitere Bilder |
| Buchelberger Stück; Geigenloch; Hofstück; Wachtelrangen; Birkenfeld 55 (Standort) | Wirtschaftsgut Winhausen | Dreiflügelige Anlage: südlich Wirtschaftsgebäude, langgestreckter zweigeschossiger Stall- und Scheunenbau mit Fachwerkobergeschoss und Satteldach, bezeichnet „1906“, mit massivem Scheunenanbau mit Satteldach und Fachwerkgiebel | D-6-74-171-54 zugehörig | weitere Bilder |
| Buchelberger Stück; Geigenloch; Hofstück; Wachtelrangen; Birkenfeld 55 (Standort) | Wirtschaftsgut Winhausen | Brunnenstube, Gewölberaum mit Treppenabgang, Sandsteinquader, 18. Jahrhundert; südlich des Hofes | D-6-74-171-54 zugehörig | BW             |
| Buchelberger Stück; Geigenloch; Hofstück; Wachtelrangen; Birkenfeld 55 (Standort) | Wirtschaftsgut Winhausen | Baumalleen im Umgriff des Gutes, wohl 18. Jahrhundert | D-6-74-171-54 zugehörig | weitere Bilder |